# أليكسي كوزلوف (لاعب كرة قدم)
أليكسي كوزلوف (بالروسية: Козлов, Алексей Евгеньевич)‏ هو لاعب كرة قدم روسي، ولد في 23 يناير 1999 في سرغيايف بوساد في روسيا. لعب مع توربيدو جودينو.

## وصلات خارجية
- أليكسي كوزلوف (لاعب كرة قدم) على موقع قاعدة بيانات كرة القدم.إي يو (الإنجليزية)
- أليكسي كوزلوف (لاعب كرة قدم) على موقع Soccerway.com (الإنجليزية)
- أليكسي كوزلوف (لاعب كرة قدم) على موقع عالم كرة القدم.نت (الإنجليزية)